# Medvedica (přítok Donu)
Medvedica (rusky Медведица) je řeka v Saratovské a ve Volgogradské oblasti v Rusku. Je 745 km dlouhá. Povodí má rozlohu 34 700 km².

## Průběh toku
Pramení v Povolžské vrchovině a protéká skrze ní v široké dolině. Koryto je hodně členité a v údolí řeky je mnoho jezer. Je levým přítokem Donu.

### Přítoky
- zprava – Balanda, Těrsa
- zleva – Idolga, Karamyš, Arčeda

## Vodní režim
Zdrojem vody jsou převážně sněhové srážky. Průměrný roční průtok vody ve vzdálenosti 66 km od ústí činí 69 m³/s, maximální 2070 m³/s a minimální 4 m³/s. Zamrzá v listopadu až v prosinci a rozmrzá na konci března až na začátku dubna.

## Využití
Na řece leží města Petrovsk, Atkarsk, Žirnovsk, Michajlovka.